# مفتاح الكلمة الرئيسية في السياق
ان مفتاح الكلمة الرئيسية في السياق (KWIC) هو الشكل الأكثر انتشاراً لخطوط التوافق وتم صياغة مصطلح KWIC لأول مرة من قبل هانز بيتر لون. استند النظام على مفهوم يسمى الكلمة الرئيسية في العناوين والذي تم اقتراحه لأول مرة لمكتبات مانشستر في عام 1864 من قبل اندريا كريستادرو.

## نبذة
يتم تشكيل فهرس KWIC عن طريق فرز ومحاذات الكلمات داخل عنوان المقالة للسماح لكل كلمة (باستثناء كلمات التوقف) في العناوين ان تكون قابلة للبحث أبجديًا في الفهرس. وكانت طريقة فهرسة مفيدة للأدلة التقنية قبل أن يصبح البحث المحوسب في النصوص الكاملة شائعًا. على سبيل المثال، استعلام البحث الذي يتضمن جميع الكلمات في تعريف مثل («KWIC هو اختصار لـ مفتاح الكلمة الرئيسية في السياق، وهي الصيغة الأكثر انتشاراً لخطوط التوافق») وشعار Wikipedia باللغة الإنكليزية «الموسوعة الحرة» الذي يتم البحث عنه في صفحة ويكيبيديا، قد ينتج فهرس KWIC (مفتاح الكلمة الرئيسية في السياق) على النحو التالي ويستخدم الفهرس عادةً تخطيطًا واسعًا للسماح بعرض أقصى معلومات «في السياق» (غير موضحة في المثال التالي).
| KWIC هو                                    | اختصار للكلمة الرئيسية في السياق. . .     | صفحة 1   |
| . . . الكلمة الرئيسية في السياق، هي الأكثر | التنسيق المشترك لخطوط التوافق.            | صفحة 1   |
| ... التنسيق الأكثر شيوعًا لـ                | خطوط التوافق.                             | صفحة 1   |
| ... هو اختصار لكلمة Key Word In            | السياق ، الشكل الأكثر شيوعًا. . .          | صفحة 1   |
| ويكيبيديا، الحر                            | موسوعة                                    | الصفحة 0 |
| . . . في السياق، الأكثر شيوعًا              | تنسيق خطوط التوافق.                       | صفحة 1   |
| ويكيبيديا                                  | موسوعة مجانية                             | الصفحة 0 |
| KWIC هو اختصار لـ                          | الكلمة الرئيسية في السياق، هي الأكثر. . . | صفحة 1   |
|                                            | KWIC هو اختصار لكلمة Key Word. . .        | صفحة 1   |
| ... التنسيق المشترك للتوافق                | خطوط .                                    | صفحة 1   |
| ... للكلمة الرئيسية في السياق، فإن         | التنسيق الأكثر شيوعًا للتوافق. . .         | صفحة 1   |
|                                            | ويكيبيديا ، الموسوعة الحرة                | الصفحة 0 |
| KWIC هو اختصار لـ Key                      | Word في السياق، الأكثر شيوعًا. . .         | صفحة 1   |

يعتبر مؤشر KWIC (مفتاح الكلمة الرئيسية في السياق) حالة خاصة من لمؤشر مبدل.  ويشير هذا المصطلح إلى حقيقة أنه يفهرس جميع التباديل الدورية للعناوين، الكتب المؤلفة من العديد من الأقسام القصيرة مع عناوين وصفية خاصة بها، وأبرزها مجموعات من الصفحات اليدوية، غالبًا ما تنتهي بقسم فهرس المبدّل ، مما يسمح للقارئ للعثور بسهولة على قسم بأي كلمة من عنوانه ولم تعد هذه الممارسة، المعروفة أيضاً باسم كلمة مفتاح خارج السياق (KWOC) شائعة.

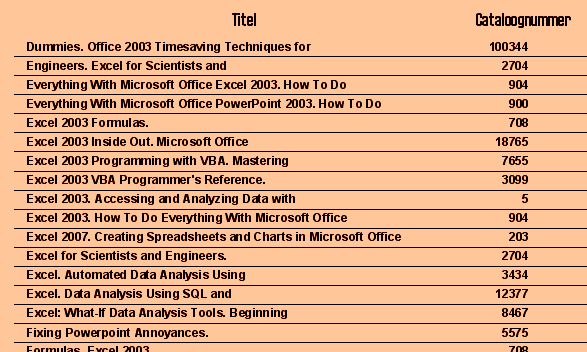
الكلمات الرئيسية إلى جانب السياق (KWAC)
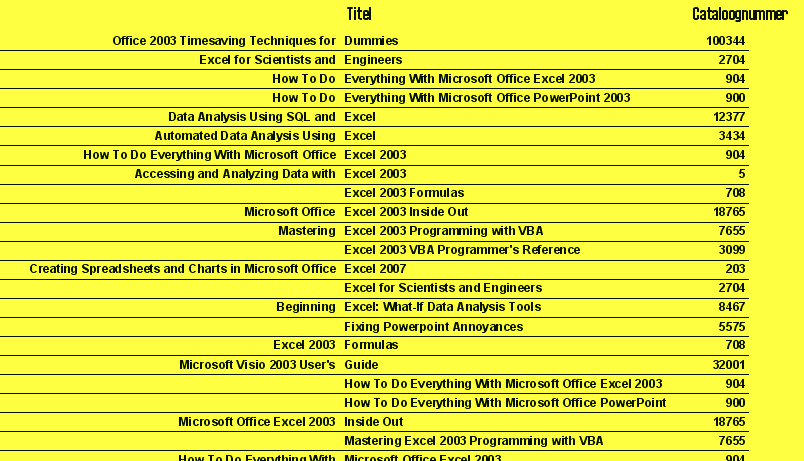
الكلمة الرئيسية في السياق (KWIC)
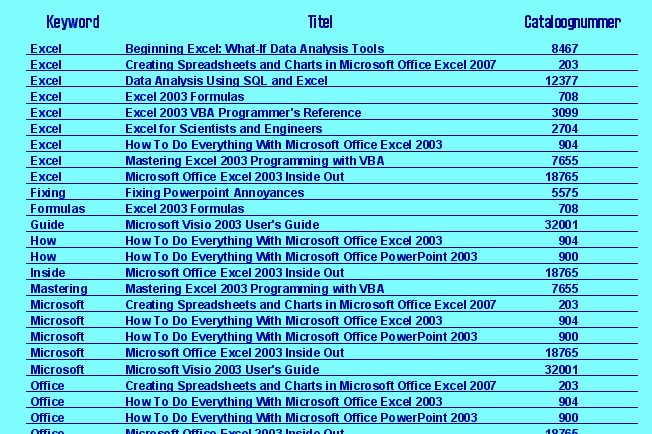
الكلمات الرئيسية خارج السياق (KWOC)